# Sun Blindness Music
Sun Blindness Music je kompilační album velšského hudebníka Johna Calea, vydané v roce 2001 u vydavatelství Table of the Elements. Obsahuje celkem tři dlouhé skladby. Album nahrál a nahrávky masteroval hudebník Tony Conrad. Autorem poznámek k albu (tzv. liner notes) je hudební kritik David Fricke. Autorem fotografie na obalu alba je Billy Name.

## Skladby
První skladba, která má stejné jméno jako celé album, tedy „Sun Blindness Music“, má stopáž 42:44 a Cale ji nahrál na varhany Vox Continental. Jde o improvizovanou skladbu, kterou Cale nahrál v době, kdy jeho nastávající manželka, módní návrhářka Betsey Johnsonová, nebyla doma a on „mohl dělat jaký hluk chtěl.“ Sám nahrávku vyzdvihuje kvůli jejímu emociálnímu a expresivnímu vyznění. Zčásti jde o reakci na skladbu „The Well-Tuned Piano“ od jeho dřívějšího spolupracovníka La Monta Younga, avšak Cale na rozdíl od Younga neměl pro její vznik žádný vzorec. Cale v nahrávce došel k 21. stupni harmonické řady a následně se snažil vrátit zpět. Cale ve skladbě chtěl užívat doby a z varhan dostat všechny rozlišné zvuky, které dokázaly zahrát. Skladba byla roku 2014 použita ve filmu This Is Cosmos režiséra Antona Vidokla.
Ve skladbě „Summer Heat“ nahráné v srpnu 1965 hraje Cale na elektrickou kytaru se zkresleným zvukem. V celé jedenáctiminutové skladbě hraje Cale pouze jediný akord. Poslední „The Second Fortress“ je složena z různých elektronických zvuků. První skladba byla nahrána 28. října 1967, druhá v srpnu 1965 a třetí buď koncem roku 1967 nebo počátkem roku 1968.

## Seznam skladeb
Autorem všech skladeb je John Cale.
| Pořadí         | Název               | Délka |
| -------------- | ------------------- | ----- |
| 1.             | Sun Blindness Music | 42:44 |
| 2.             | Summer Heat         | 11:07 |
| 3.             | The Second Fortress | 10:38 |
| Celková délka: | Celková délka:      | 64:24 |

## Obsazení
- John Cale – varhany, elektrická kytara, elektronické efekty